# Garncarz (Góry Sowie)
Garncarz (niem. Quingenberg, 657 m n.p.m.) – wzniesienie w południowo-zachodniej Polsce w Sudetach Środkowych, w Górach Sowich.
Wzniesienie położone w południowo-wschodniej części pasma Gór Sowich, na terenie Parku Krajobrazowego Gór Sowich, około 1,1 km na północny zachód od miejscowości Przygórze.
Kopulaste wzniesienie o stromych zboczach z wyraźnie podkreślonym szczytem, zbudowane z gnejsowych skał góruje nad dolinami potoków Piekielnicy. Poniżej szczytu na północno-zachodnim zboczu na wysokości około 640 m n.p.m. położona jest grupa gnejsowych skałek.
Całe wzniesienie łącznie ze zboczami pokryte jest lasem mieszanym regla dolnego z przewagą świerka.
Na szczycie relikty zamku Quingenburg z końca XIII wieku.